# 내가 이러려고 대통령을 했나

발언 당시 JTBC 자막

"내가 이러려고 대통령을 했나"는 2016년 11월 4일, 박근혜-최순실 게이트에 대한 박근혜 당시 대통령의 대국민 사과에서 나온 표현이다.

## 배경
2016년 10월 24일, JTBC가 최순실의 태블릿 컴퓨터를 입수, 대통령의 연설문과 기밀 자료가 사전 유출되어 왔음을 폭로하면서 최서원의 국정 개입의 전말이 드러나기 시작하자, 박근혜 대통령은 다음날 청와대에서 첫 대국민 사과를 통해 연설문 작성 등의 과정에서 최순실 씨와의 연결 고리가 있었다고 인정하고 이를 사과하였다.
하지만 대국민 사과에서 밝힌 부분이 일부 거짓으로 드러나고, 대통령 퇴진 시위가 시작되는 등 오히려 여론이 더더욱 악화되자, 박근혜 대통령은 2016년 11월 4일 오전 10시 30분, 청와대 춘추관 브리핑룸에서 2차 대국민 사과를 진행하였다. '국민 여러분께 드리는 말씀'이라는 제목으로 약 9분에 걸쳐 진행된 연설 중에 박근혜 대통령은 눈물을 글썽이는 듯한 모습을 보였고, 심정을 밝히는 과정에서 "감정에 호소하는" 표현을 연설 곳곳에 사용하였다. "내가 이러려고 대통령을 했나"라는 표현이 나온 부분은 다음과 같다.
| “ | (전략)저는 청와대에 들어온 이후 혹여 불미스러운 일이 생기지는 않을까 염려하여 가족간의 교류마저 끊고 외롭게 지내왔습니다. 홀로 살면서 챙겨야 할 여러 개인사들을 도와줄 사람조차 마땅치 않아서 오랜 인연을 갖고 있었던 최순실씨로부터 도움을 받게 되었고, 왕래하게 되었습니다. 제가 가장 힘들었던 시절에 곁을 지켜주었기 때문에 저 스스로 경계의 담장을 낮췄던 것이 사실입니다. 돌이켜보니 개인적 인연을 믿고 제대로 살피지 못한 나머지 주변사람들에게 엄격하지 못한 결과가 되고 말았습니다. 저 스스로를 용서하기 어렵고 서글픈 마음까지 들어 밤잠을 이루기도 힘이 듭니다. 무엇으로도 국민들의 마음을 달래드리기 어렵다는 생각을 하면 내가 이러려고 대통령을 했나, 이런 자괴감이 들 정도로 괴롭기만 합니다. 국민의 마음을 아프지 않게 해드리겠다는 각오로 노력해왔는데 이렇게 정반대의 결과를 낳게 되어 가슴이 찢어지는 느낌입니다. | ” |

박근혜 대통령의 대국민 사과는 TV로 생중계되었으며, 그날 뉴스 보도와 다음날 주요 일간지에서는 헤드라인으로 "이러려고 대통령 했나 자괴감 들어"라는 발언이 실렸다.

## 여파

### 반응
2차 대국민 사과에 대한 정치권과 언론, 시민의 반응은 싸늘했다. 각 언론사는 박근혜 대통령이 퇴진이나 거국중립내각 등의 이렇다 할 차후 대책을 명확히 내놓지 않았으면서도, 국정농단 자체를 최순실 씨의 개인적인 일탈로 선을 그었다고 분석했다. 특히 '이러려고'라는 표현이 명확지 않았는데, 문맥상으로 보면 "국민 앞에서 고개를 숙이는 이런 수모를 당하려고 대통령을 했나"라는 한탄으로 해석되어 논란이 일기도 했다.
더불어민주당 금태섭 대변인은 대국민사과에 대해서 “모든 책임을 최순실 개인의 일탈로 돌렸고, ‘외롭게 지내 와서 도움을 받았다’며 동정을 구걸했다”고 비판했으며, 시민들 역시 대통령을 더 이상 신뢰하기 힘들다는 반응을 보였다.

### 패러디
대국민 사과 자체에 대한 반응이 부정적인 와중에, "내가 이러려고 대통령을 했나 자괴감 들어"라는 표현도 유행어처럼 번져나가게 되었다. 처음에는 언론상과 일부 정치인의 트위터에 등장하기 시작한 문구였으나, 이후 "내가 이러려고... 했나"라는 형태만 따온 패러디가 사회·문화·연예계로 번지게 되었다. 이는 국정농단 사태를 지켜본 국민들의 상대적 박탈감과 허탈감을 꿰뚫는 적절한 비유라는 평가다.
- 11월 5일, 《조선일보》의 오피니언 코너 '만물상'에서 이하원 논설위원은 제목을 '이러려고 대통령을 했나'로 선정했다.[13] 11월 15일 《중앙일보》의 맞춤법 코너 '우리말 바루기'에서는 '내가 이러려고 공부를 했나'를 제목으로 선정, 해당 발언에서 쓰인 어미인 '-려고'에 관한 설명을 싣기도 했다.[14]
- 정청래 전 민주당 의원은 11월 5일 트위터에 시민들과 찍은 사진과 함께 "내가 이러려고 트윗했나. 리트윗이 3000도 안돼 자괴감 든다"는 트윗을 올려 패러디했다.[15]
- 소설가 김영하 씨는 자신의 페이스북에 "쏟아지는 뉴스보다 재미없는 소설을 쓰겠다고 책상 앞에 앉아 있자니, 내가 이러려고 소설가 되었나 자괴감 들고 괴로운 나날이다"라는 글을 썼다.[15] 개그우먼 김미화 씨 역시 "정치가 이렇게 웃길 줄이야"라며 "내가 이러려고 코미디언했나 자괴감이 든다"고 하였으며, 가수 이승환 씨는 박 대통령의 발언을 두고 "내가 이러려고 가수 했나"와 다름없는 소리라며 비판했다.[15]
- 인터넷 매체 매일노동뉴스는 이 발언을 2016년 최악의 발언 1위로 선정했다.[16]
- 어린이 학습만화 <보물찾기> 시리즈에서도 "내가 이러려고 미국까지 왔나"로 패러디되었다.